# Istituto nazionale per la guardia d'onore alle reali tombe del Pantheon
L'Istituto Nazionale per la Guardia d'Onore alle Reali Tombe del Pantheon (INGORTP) è un'associazione sorta nel 1878 per prestare il servizio di guardia alle tombe dei re d'Italia presso il Pantheon e mantenere viva la memoria legata alla casa di Savoia, al Risorgimento, e alle tradizioni militari nazionali.

## Storia

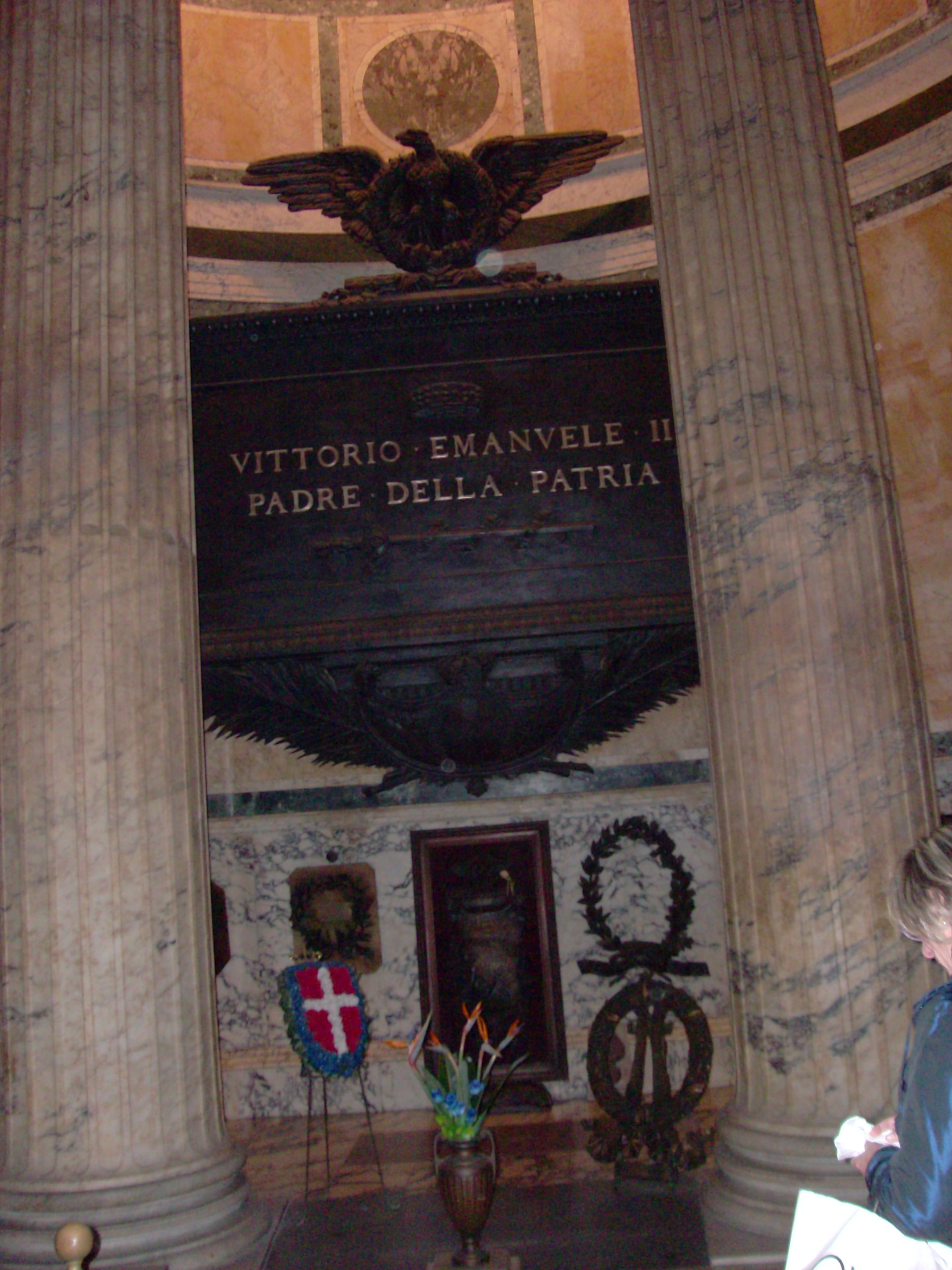
Tomba di Vittorio Emanuele II di Savoia

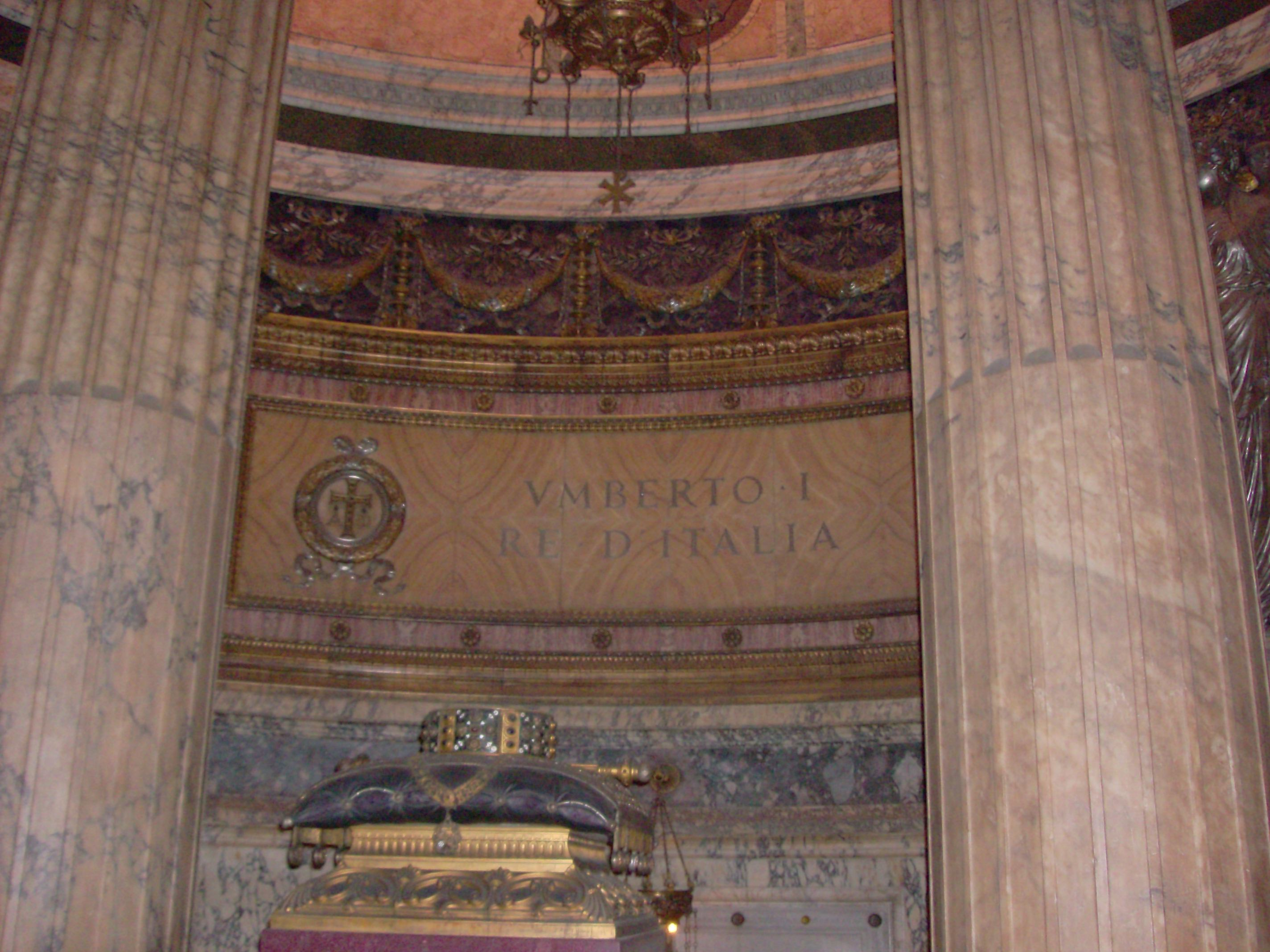
Tomba di Umberto I di Savoia

Ultimo stemma usato dal Regno d'Italia.

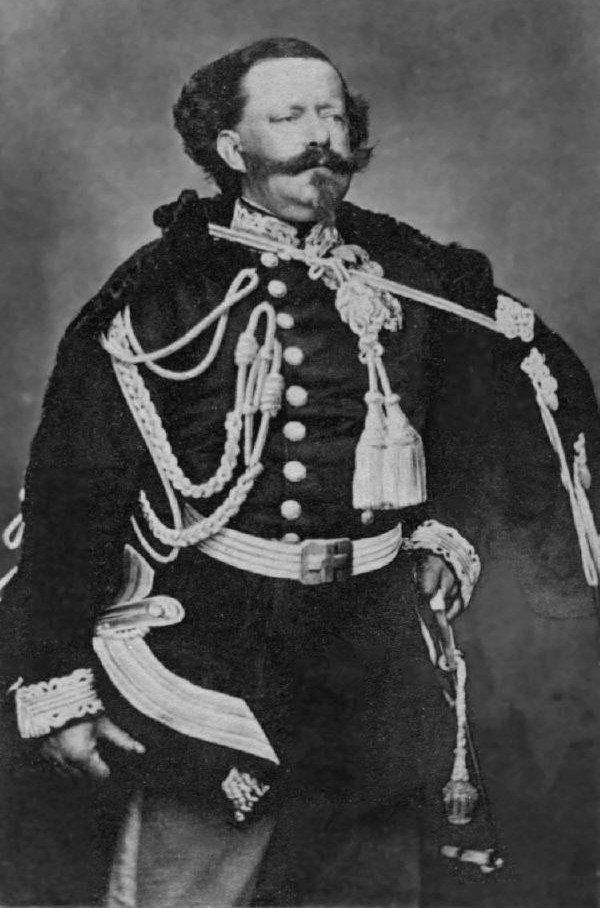
Vittorio Emanuele II

Ritratto di Umberto I

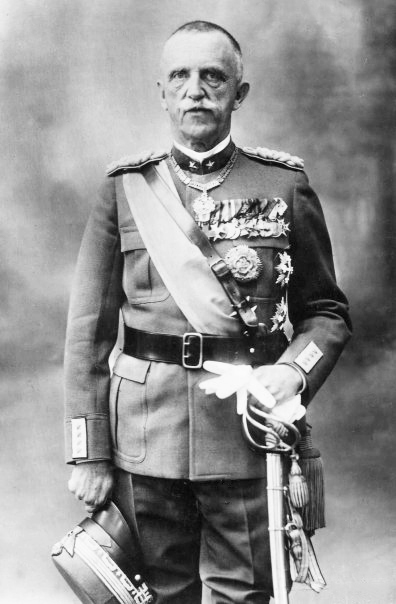
Vittorio Emanuele III re d'Italia, di Albania e imperatore d'Etiopia

Durante il regno di Vittorio Emanuele II, primo re d'Italia, sorsero in tutto il territorio nazionale varie associazioni di veterani delle guerre di indipendenza.
Alla morte di Vittorio Emanuele II, avvenuta il 9 gennaio del 1878, tali associazioni, già confluite in un unico sodalizio, denominato "Comizio generale dei veterani 1848 – 1870", decisero, allo scopo di tenere viva la riconoscenza per la casa di Savoia, di assumere il compito di prestare un servizio di guardia presso la sepoltura del sovrano, ubicata al Pantheon di Roma.
Il nuovo re, Umberto I, approvò tale decisione il 18 gennaio 1878.
Nel 1900, in seguito alla morte di Umberto I, assassinato a Monza, anche le sue spoglie vennero tumulate all'interno del Pantheon, che divenne così uno dei luoghi-simbolo del giovane Regno d'Italia.
I veterani estesero dunque il proprio servizio alle "Tombe reali delle loro maestà Vittorio Emanuele II “Padre della Patria” e primo re d'Italia e di Umberto I, il “Re Buono”, secondo re d'Italia".
Nel 1911, il sodalizio cambiò denominazione, diventando "Comitato centrale romano dei veterani delle guerre per l'Indipendenza e l'Unità d'Italia", con sede appunto a Roma. Con gli auspici di Vittorio Emanuele III, venne inoltre eretto in ente morale con un regio decreto dello stesso anno.
Nel 1925, dato il numero sempre più esiguo di veterani risorgimentali, e considerata la necessità di reperire nuovi iscritti, vennero nuovamente modificati gli statuti ed il nome dell'associazione: nacque così il "Comitato centrale dei veterani e reduci delle campagne nazionali e coloniali", nel quale furono ammessi anche i militari, in servizio od in congedo, che avessero partecipato alle campagne coloniali o alla prima guerra mondiale.
Nel 1926 morì anche la regina Margherita, che venne tumulata al Pantheon, accanto al consorte Umberto I.
Nel 1932, una nuova modifica statutaria porta all'adozione della denominazione di "Istituto nazionale per la guardia d'onore alle reali tombe del Pantheon", mantenuta sino ad oggi.

## Finalità e soci
L'art. 2 dello statuto precisa caratteristiche e scopi dell'Istituto:
- fornire con i propri iscritti una Guardia d'Onore alle Tombe dei Sovrani d'Italia, quale tributo di riconoscenza per l'Augusta Casa Savoia che portò all'unità e alla grandezza della Patria;
- mantenere vivo il Rispetto della Patria ed il senso dell'Onore;
- custodire e tramandare le glorie e le tradizioni militari della Patria;
- conservare e consolidare i vincoli di amicizia e di solidarietà fra tutti gli iscritti;
- tenere i necessari collegamenti con le Istituzioni civili dello Stato, con le Forze Armate e conservare stretti rapporti di collaborazione con le Associazioni Combattentistiche e d'Arma italiane ed estere.»

Per quanto riguarda i soci, in seguito alle varie modifiche statutarie che hanno interessato l'Istituto, è stato progressivamente ampliato il ventaglio dei soggetti iscrivibili.
Oggi, ai sensi dell'art. 15 dello statuto,
Sono ammessi all'Istituto anche coloro che, non avendo prestato servizio militare, condividono le idealità ed i fini dell'Istituto. Essi tuttavia non possono essere la maggioranza dei soci.»
Tra i soci dell'Istituto possono contarsi 55 decorati con 60 medaglie d’oro al valor militare, sia alla memoria sia in vita, tra i quali: il marinaio cannoniere Francesco Conteduca; l'ammiraglio Luigi Durand de la Penne; il generale di corpo d'armata dell'Esercito Alberto Li Gobbi; il generale di divisione dei Carabinieri Umberto Rocca; l'onorevole tenente colonnello dell'Esercito Gianfranco Paglia.
Anche l'ispettore capo della Polizia di Stato Filippo Raciti, Medaglia d'Oro al valor civile rimasto ucciso durante gli scontri avvenuti per il derby Catania-Palermo nel 2007, era una guardia d'onore.
Ancora, l'Istituto ha avuto tra gli iscritti militari italiani caduti nelle missioni di pace all'estero, forieri dei principi di democrazia e libertà. È il caso del vicebrigadiere dell'Arma dei Carabinieri Giuseppe Coletta, perito nell'attentato terroristico del 12 novembre 2003 rivolto alla Base italiana “Libeccio” di Nasiriyah, in cui persero la vita altri 19 connazionali; del maresciallo capo dell'Arma dei Carabinieri Carlo de Trizio, caduto a Nasiriyah nell'attentato terroristico del 27 aprile 2006 rivolto ad un convoglio italiano, in cui perirono altri 3 militari italiani;
nonché del maresciallo capo dell'Arma dei Carabinieri Antonino Aiello, che perse la vita in seguito a un incidente stradale accorso tra Sarajevo e Mostar, in Bosnia-Erzegovina, il giorno 11 ottobre 2005.

## Struttura e organizzazione
L'Istituto è un ente morale posto, dal 1990, sotto la vigilanza del Ministero della Difesa.
Esso è organizzato territorialmente sulla base di delegazioni provinciali o interprovinciali, presiedute appunto da un delegato. Secondo l'art. 11 dello statuto, inoltre,
Al vertice del sodalizio vi è un presidente, carica ricoperta, sin dalla fondazione, da un militare di alto rango, in posizione ausiliaria, della riserva o in congedo. Attualmente è il capitano di vascello Ugo d'Atri.
Il presidente è poi assistito da vari consultori e ispettori, nonché da altri organi associativi, quale il consiglio generale, vero e proprio “parlamento” dell'Istituto, che si riunisce annualmente a Roma.
L'Istituto, anche per mantenere una completa indipendenza, non beneficia di sovvenzioni né dallo Stato né da organizzazioni private, contando solo sui contributi degli iscritti.

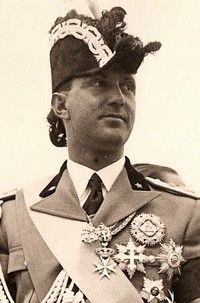
Umberto II, ultimo re d'Italia (1946)

## Attività
La principale attività dell'Istituto è il servizio di Guardia d'Onore alle tombe definitive (presso il Pantheon) e provvisorie (tombe di re Vittorio Emanuele III e della regina Elena a Vicoforte, di re Umberto II e della regina Maria José ad Altacomba) dei sovrani del Regno d'Italia.
Presso la sede dell'Istituto, sono poi conservati i registri che, sistemati accanto alle tombe dei sovrani, hanno raccolto negli anni centinaia di migliaia di firme in omaggio ai sovrani d'Italia.
Inoltre, in ragione della propria vocazione storica, l'Istituto è organizzatore e promotore di numerose cerimonie, manifestazioni ed eventi culturali, distinguendosi inoltre per aver contribuito a molte opere benefiche. Molte sono anche le pubblicazioni a carattere storico realizzate dall'Istituto, o con il suo contributo.
Infine, nel tempo presente l'Istituto si pone come ideale obiettivo il trasferimento definitivo al Pantheon di tutti i sovrani d'Italia e delle rispettive consorti, oggi sepolti al di fuori del territorio nazionale.

## Presidenti
Nello Statuto del sodalizio (art. 6) è disciplinata la figura del Presidente nazionale secondo cui deve trattarsi di un socio che provenga dal servizio permanente delle Forze Armate o dei Corpi armati dello Stato e, inoltre, che sia in congedo.
La carica, che viene rinnovata ogni triennio, è ricoperta sin dal 2003 dal capitano di vascello (riserva) Ugo d'Atri, rieletto per acclamazione dal consiglio generale il 2 aprile 2022 sino al 18 gennaio 2024.
In precedenza il ruolo, è stato rivestito dall'ammiraglio di squadra Antonio Cocco per ben 16 anni ovvero sin dal 1986, tre anni dopo la morte dell'ultimo re d'Italia Umberto II.

## Segni distintivi ed onorificenze
I soci dell'Istituto attualmente, possono essere insigniti dei seguenti distintivi e onorificenze:

### Distintivo di Guardia d'Onore

La qualifica di “guardia d’onore” è attribuita, con determinazione del presidente, ai soci che siano iscritti da almeno sei mesi ed abbiano prestato non meno di due servizi effettivi di Guardia d’Onore. Tale qualifica dà diritto al socio di fare uso di apposito distintivo (art. 26 dello Statuto vigente).

### Distintivo di Guardia d'Onore Scelta

Al termine di ogni anno viene conferita per determinazione del presidente, la qualifica di “guardia d’onore scelta”- nella misura massima dell’uno per cento delle Guardie d’Onore - ai soci che durante l’anno medesimo, abbiano compiuto il maggior numero di servizi di guardia d’onore. Tale qualifica dà diritto al socio di fare uso di apposito segno sul distintivo di guardia d’onore (art. 27 dello Statuto vigente).

### Distintivo di Ispettore dell'Istituto

Ogni tre anni il presidente nomina trentasei ispettori delle guardie d'onore, uno ciascuno per il Nord, il Centro e il Sud Italia e per ogni regione o continente, con compiti organizzativi e di coordinamento fra le delegazioni. Gli ispettori possono essere confermati in carica allo scadere del triennio. Essi svolgono compiti di vigilanza e controllo sul servizio di guardia, secondo le norme che regolano il servizio, oltre che l’effettuazione dei compiti loro affidati dal presidente (art. 29 dello Statuto vigente).

### Distintivo di Guardia d'Onore Scelta e Ispettore dell'Istituto

(art. 29 dello Statuto vigente)

### Medaglia di benemerenza
- nastrino della Medaglia di Benemerenza

La medaglia di benemerenza dell’Istituto è concessa dal Presidente ai soci che abbiano lungamente dato prova di esemplare attività o che si siano distinti per aver contribuito all’incremento e al prestigio dell’Istituto.
In nessun caso potrà detta medaglia essere conferita se non siano trascorsi due anni dal conferimento della qualifica di “guardia d’onore” (art. 28 dello Statuto vigente; R.D. del 14 luglio 1879; R.D. 1º gennaio 1880; R.D. del 23 gennaio 1910; Circ. M. n° 721 del 14 dicembre 1920; R.D. del 14 agosto 1920; R.D. n° 273 del 31 gennaio 1926; R.D. n° 1850 del 24 settembre 1936; R.D. n° 649 del 10 maggio 1943).

### Medaglia al Merito di Servizio di Guardia d'Onore
- Nastrino della Medaglia al Merito di Servizio di Guardia d'Onore

La medaglia al merito di servizio ha lo scopo primario di riconoscere un attestato di merito, con relativa particolare insegna di distinzione, alle guardie d'onore che hanno adempiuto ai loro doveri di Istituto, dimostrando speciale zelo e dedizione nell'effettuare, anche con sacrificio personale, il maggior numero di servizi. Possono essere insigniti della medaglia al merito di servizio le guardie d'onore che nell'arco dell'anno abbiano prestato un minimo di:
- n° 6 servizi per complessive ore 6 per le Guardie residenti fuori del Lazio;
- n° 18 servizi per complessive ore 18 per le Guardie residenti nel Lazio.

Un servizio di guardia a Vicoforte o ad Altacomba vale come i servizi al Pantheon. In tutti i casi almeno 2 servizi devono essere prestati al Pantheon.
Storicamente ha conferito anche le seguenti medaglie:
- Medaglia d'Argento ai Veterani 1848-49 per la Guardia d'Onore alla Tomba del Re[9]
- Medaglia di Bronzo ai Veterani 1848-49 per la Guardia d'Onore alla Tomba del Re[10]
- Medaglia Commemorativa per il Pellegrinaggio al Pantheon (29 luglio 1901)[11]
- Medaglia Commemorativa per il Pellegrinaggio al Pantheon (1903)[12]
- Medaglia d'Argento ai Veterani e Reduci, Guardia d'Onore alle Tombe dei Re[13]
- Medaglia di Bronzo ai Veterani e Reduci, Guardia d'Onore alle Tombe dei Re[14]